# Ivan Damgård
Ivan Damgård est un cryptologue danois et professeur à l'université d'Aarhus (Danemark). Fondateur de la société Cryptomathic, il est plus connu pour la construction qui porte son nom, la construction de Merkle-Damgård, une structure utilisée par la plupart des fonctions de hachage comme MD5 ou SHA-1. Cette découverte a été faite indépendamment des recherches de Ralph Merkle et publiée en 1989 dans A design principle for hash functions.